# Damernas lagmångkamp i gymnastik vid olympiska sommarspelen 1988
Damernas lagmångkamp i gymnastik vid olympiska sommarspelen 1988 avgjordes den 19-21 september i Olympic Gymnastics Arena.

## Medaljörer
| Gren                 | Guld | Silver                                                                                              | Brons |
| Damernas lagmångkamp | Sovjetunionen Svetlana Baitova Svetlana Boginskaja Natalja Lasjtjenova Jelena Sjevtjenko Jelena Sjusjunova Olga Strazjeva | Rumänien Aurelia Dobre Eugenia Golea Celestina Popa Gabriela Potorac Daniela Silivaş Camelia Voinea | Östtyskland Gabriele Faehnrich Martina Jentsch Dagmar Kersten Ulrike Klotz Betti Schieferdecker Dörte Thümmler |

## Resultat
| Placering | Lag             | Totalt  |
| --------- | --------------- | ------- |
|           | Sovjetunionen   | 395,475 |
|           | Rumänien        | 394,125 |
|           | Östtyskland     | 390,875 |
| 4         | USA             | 390,575 |
| 5         | Bulgarien       | 390,550 |
| 6         | Kina            | 388,400 |
| 7         | Tjeckoslovakien | 386,150 |
| 8         | Ungern          | 385,625 |
| 9         | Spanien         | 383,975 |
| 10        | Sydkorea        | 383,825 |
| 11        | Kanada          | 383,750 |
| 12        | Japan           | 380,200 |